# Palazzo Leoni Pizzirani

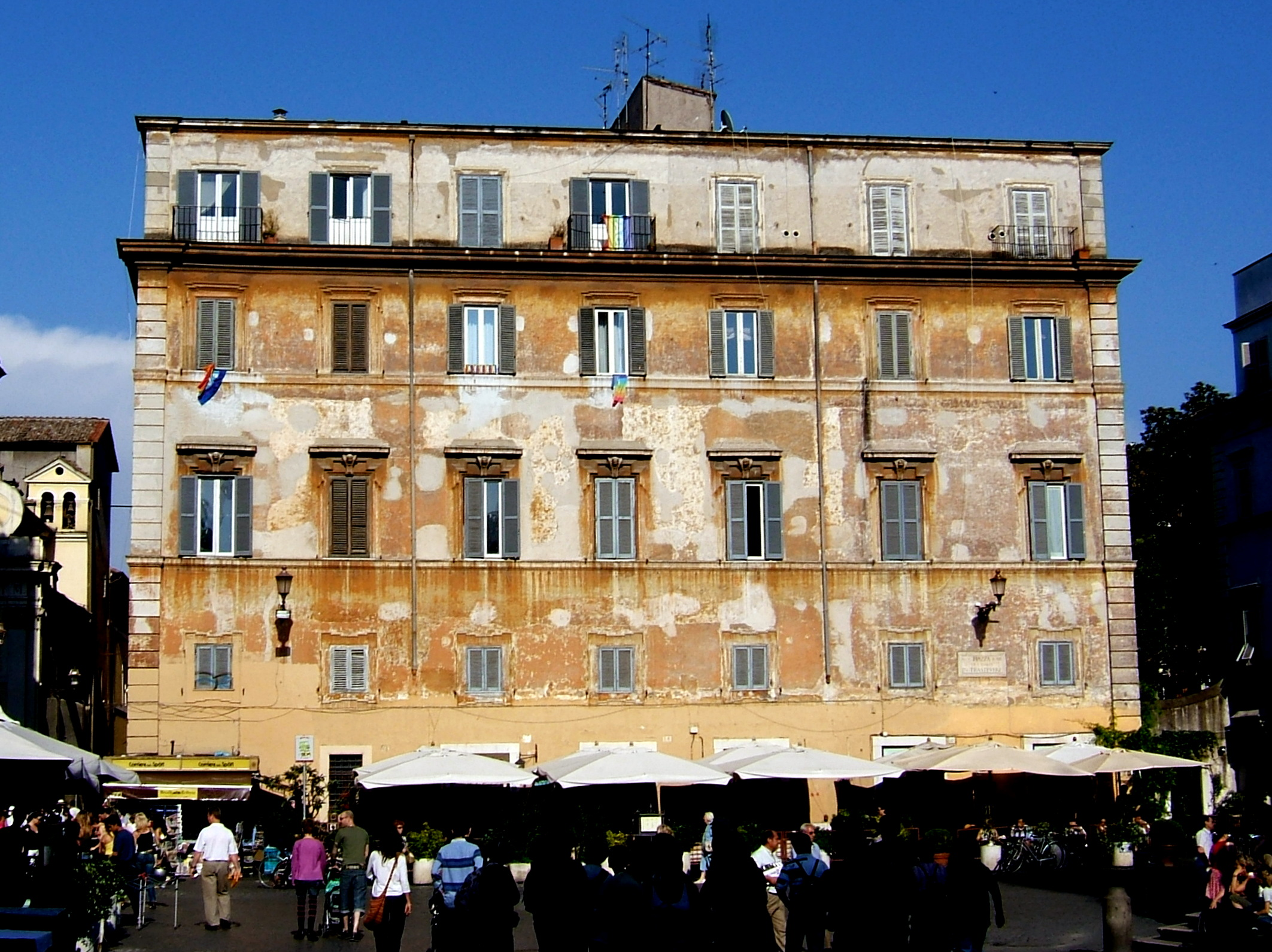
Vista do palácio antes da nova pintura.

Palazzo Leoni Pizzirani é um palácio barroco localizado na Piazza di Sant'Apollonia e com uma fachada lateral na Piazza di Santa Maria in Trastevere, no rione Trastevere de Roma, bem perto da basílica de Santa Maria in Trastevere.

## História

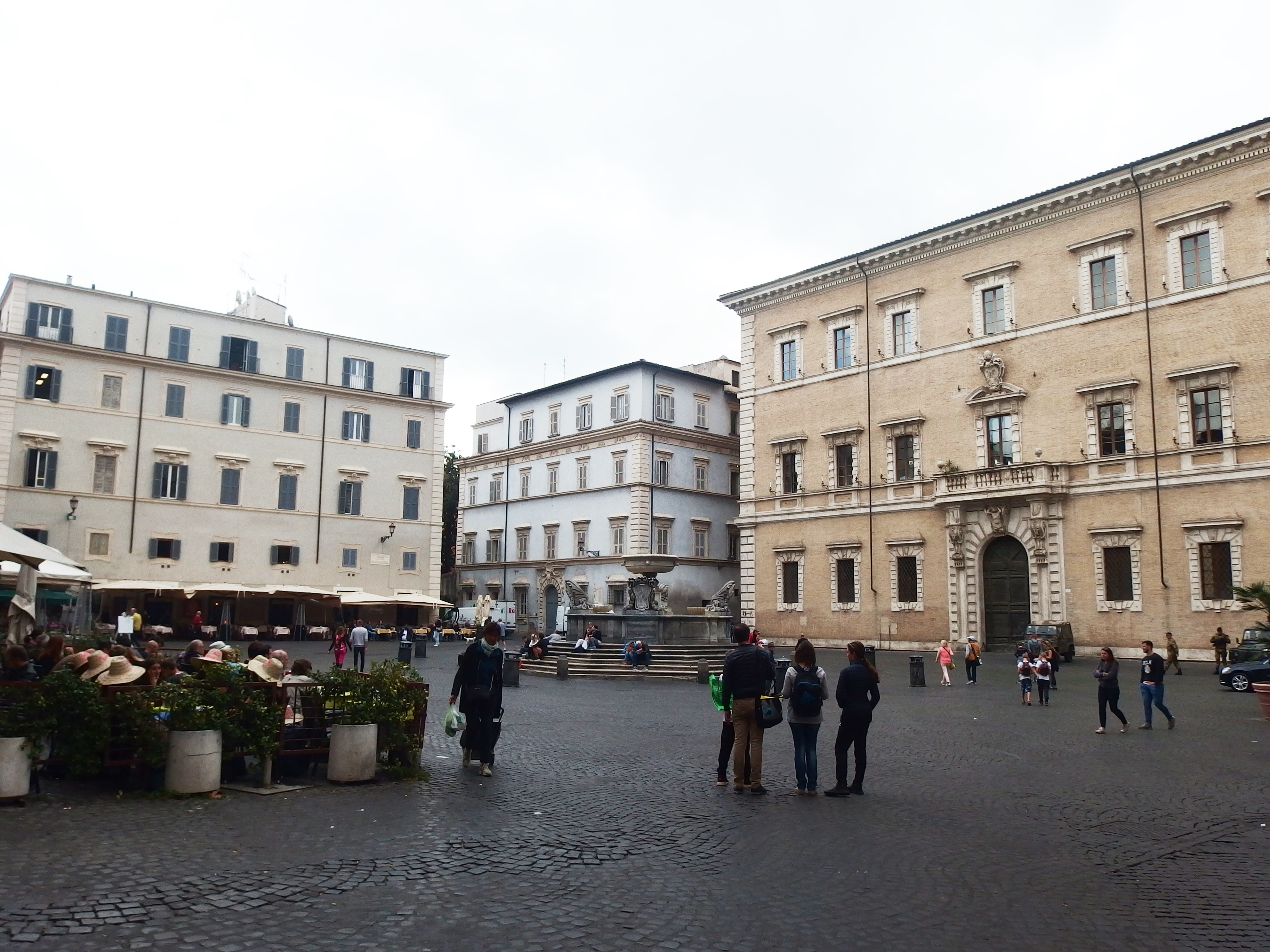
Posição relativa do palácio na Piazza di Santa Maria in Trastevere. A partir da direita, o Palazzo di San Callisto, o Palazzo Cavalieri Ossoli e o Palazzo Leoni Pizzirani (já com a nova pintura).

O palácio foi construído no século XVII para a família Cesarini e passou, no século seguinte, aos Leoni, depois aos Cucurni e, no século XVIII, aos Pizzirani, que construíram o ático acima do beiral. O piso nobre abriga o "Venerabile Conservatorio di S.Giuseppe", fundado em 19 de junho de 1778 no próprio palácio como indica o livro paroquial de Santa Maria in Trastevere. Conhecido também como "Casa di Carità" ou "Conservatorio delle Pericolanti", contava com quatro maestros e chegou a abrigar 42 mulheres solteiras com idade menor de dezoito anos que estavam "prestes a cair em pecado". Como o número de mulheres que precisavam deste tipo de suporte era muito grande, em 1794 o Conservatorio se mudou para o antigo Palazzo Vitelleschi, na Piazza delle Fornaci (a moderna Via del Garibaldi, no rione Trastevere.
O palácio foi construído numa área anteriormente ocupada por cinco residências antigas e se apresenta com uma fachada em três pisos (além do já citado ático) com janelas arquitravadas no primeiro e terceiro piso e com uma moldura com uma pequena cabeça de estuque no segundo.
O grandioso portal na Piazza di Sant'Apollonia é flanqueado por duas semicolunas sobre as quais se assentam duas mísulas que sustentam uma varanda logo acima, sob a qual está uma escultura de uma grande águia, símbolo heráldico dos Cesarini. Na fachada de frente para a Piazza di Santa Maria, no piso térreo, está instalado o restaurante Sabatini in Trastevere.